# Phaeochroops myanmarensis
Phaeochroops myanmarensis är en skalbaggsart som beskrevs av Keith 2000. Phaeochroops myanmarensis ingår i släktet Phaeochroops och familjen Hybosoridae. Inga underarter finns listade i Catalogue of Life.